# Le Saint-Alexis
Pour les articles homonymes, voir Saint-Alexis.
Le Saint-Alexis, en forme longue Le Saint-Alexis Hôtel & Spa, est un hôtel de l'île de La Réunion, département d'outre-mer français dans le sud-ouest de l'océan Indien. Situé au 44, rue du Boucan Canot à Saint-Gilles les Bains, station balnéaire de la commune de Saint-Paul, dans l'ouest de l'île, il donne sur la plage de Boucan Canot et est doté de soixante chambres, d'un restaurant, d'une piscine et d'un spa. Ouvert en 1993, rénové et agrandi en 2002-2003, il s'agit du plus ancien des six établissements hôteliers de l'île classés quatre étoiles.